# Stictocephala brevis
Stictocephala brevis är en insektsart som beskrevs av Walker. Stictocephala brevis ingår i släktet Stictocephala och familjen hornstritar. Inga underarter finns listade i Catalogue of Life.